# 世界摔角娛樂唱片公司
世界摔角娛樂唱片公司（英語：WWE Music Group），原名世界摔角娛樂唱片（英語：WWE Records）及SmackDown唱片（英語：SmackDown! Records），世界摔角娛樂旗下的一個子公司，於1985年創建，是一個音樂唱片公司。世界摔角娛樂唱片公司的音樂專輯是由哥倫比亞唱片製造和共同銷售，經銷商為索尼音樂娛樂。較出名的作品有約翰·希南與Tha Trademarc的You Can't See Me。